# Великорибицький (пам'ятка природи)
Пам'ятка природи «Великорибицький» — утрачений об'єкт природно-заповідного фонду, що був оголошений рішенням Сумського Облвиконкому № 504 27.09.1973 року на землях міста Суми (м. Суми правий берег річки Псел).

## Характеристика
Площа — 900 га.

## Скасування
Рішенням Сумської обласної ради № 334 21.11.1984 року пам'ятка була скасована.
Скасування статусу відбулось по причині зміни площі кордонів заказників.
Вся інформація про створення об'єкту взята із текстів зазначених у статті рішень обласної ради, що надані Державним управлянням екології та природних ресурсів Сумської області Всеукраїнській громадській організації «Національний екологічний центр України».